# Tây du ký 2: Tôn Ngộ Không ba lần đánh Bạch Cốt Tinh
Tây du ký 2: Tôn Ngộ Không ba lần đánh Bạch Cốt Tinh là phim hành động/kỳ ảo/phiêu lưu của Hồng Kông - Trung Quốc dựa trên tiểu thuyết kinh điển Tây du ký của Ngô Thừa Ân. Đây là phần tiếp theo của loạt phim Tây du ký, do Trịnh Bảo Thụy làm đạo diễn, Lưu Hiểu Quang sản xuất với phần chỉ đạo võ thuật của ngôi sao Hồng Kim Bảo. Ngôi sao Quách Phú Thành (từng đóng vai Ngưu Ma Vương ở phần trước) vào vai Tôn Ngộ Không thay cho Chân Tử Đan, cùng các diễn viên khác gồm Phùng Thiệu Phong, Tiểu Thẩm Dương, La Trọng Khiêm và Củng Lợi. Phim ra mắt vào Tết Nguyên đán năm 2016 và nhận được nhiều đánh giá tích cực từ các nhà phê bình phim lẫn khán giả. Đây là phần phim có bước đột phá hơn so với phần phim trước.
Phần thứ ba của phim có tựa đề là Tây du ký 3: Nữ nhi quốc chính thức ra mắt khán giả vào Tết Nguyên đán năm 2018.

## Phân vai
- Quách Phú Thành vai Tôn Ngộ Không
- Củng Lợi vai Bạch Cốt Tinh
- Phùng Thiệu Phong vai Đường Tăng
- La Trọng Khiêm vai Sa Tăng
- Phí Tường vai Tây Hải Long vương
- Trần Tuệ Lâm vai Quan Âm
- Tiểu Thẩm Dương vai Trư Bát Giới

## Đề cử và giải thưởng
Phim nhận được 5 đề cử và giành chiến thắng hai hạng mục trong giải Kim Tượng HKFA lần thứ 36:
| Awards and nominations         | Awards and nominations     | Awards and nominations                                      | Awards and nominations |
| Ceremony                       | Category                   | Recipient                                                   | Outcome                |
| ------------------------------ | -------------------------- | ----------------------------------------------------------- | ---------------------- |
| Giải thưởng Điện ảnh Hồng Kông | Best Action Choreography   | Hồng Kim Bảo                                                | Đề cử                  |
| Giải thưởng Điện ảnh Hồng Kông | Best Art Direction         | Daniel Fu                                                   | Đề cử                  |
| Giải thưởng Điện ảnh Hồng Kông | Best Costume Makeup Design | Yee Chung-Man, Dora Ng                                      | Đoạt giải              |
| Giải thưởng Điện ảnh Hồng Kông | Best Sound Design          | Yin Jay                                                     | Đề cử                  |
| Giải thưởng Điện ảnh Hồng Kông | Best Visual Effects        | Luke Sungjin Jung, Sanghoon Kim, Kim Chan-soo, Kim Chlu-min | Đoạt giải              |